# Barry Sinclair
Barry Whitley Sinclair MNZM (* 23. Oktober 1936 in Wellington, Neuseeland; † 10. Juli 2022 in Timaru, Neuseeland) war ein neuseeländischer Cricketspieler, der zwischen 1963 und 1968 für die neuseeländische Nationalmannschaft spielte und von 1966 bis 1968 ihr Kapitän war.

## Aktive Karriere
Sinclair absolvierte sein First-Class-Debüt in der Saison 1955/56 und spielte in der Folge für Wellington. Er spielte in einem inoffiziellen Test in Australien im Jahr 1960, doch wurde überraschend nicht für die Tour in Südafrika in der Saison 1961/62 berücksichtigt. Sein Test-Debüt erfolgte im Februar 1963 bei der Tour gegen England. Im Jahr darauf folgte eine Tour gegen Südafrika und ihm gelang im zweiten Test ein Fifty (52 Runs). In der dritten Begegnung der Tour erreichte er ein Century über 138 Runs, was zu diesem Zeitpunkt die beste Leistung eines Neuseeländers bei einem heimischen Test war. In der Saison 1964/65 folgte eine Tour gegen Pakistan, wobei ihm ein Fifty über 65 Runs gelang. Beim Gegenbesuch in Pakistan zwei Monate später erreichte er ein Century über 130 Runs. In der Saison 1965 folgte eine Tour in England, wo er ein weiteres Fifty über 72 Runs erreichte. In der anschließenden Heimsaison kam England zum Gegenbesuch nach Neuseeland. Als sich Kapitän Murray Chapple verletzte, übernahm Sinclair diese Rolle und ihm gelang ein weiteres Century über 114 Runs im dritten Test. Seinen letzten Einsatz für die Nationalmannschaft hatte er zwei Jahre darauf gegen Indien. Im ersten Test war er noch ein Mal Kapitän, musste dann jedoch zwei Spiele aufgrund von Arbeitsverpflichtungen pausieren. Das letzte Spiel der Serie war dann sein letzter Test. Das letzte First-Class-Spiel absolvierte er in der Saison 1971/72.

## Nach der aktiven Karriere
In den 1980er Jahren arbeitete er für mehrere Exportgesellschaften und er war auch weiterhin dem Cricket in Neuseeland als Trainer und Selektor verbunden. Im Jahr 2016 wurde er mit dem MNZM ausgezeichnet. Im Juli 2022 verstarb er im Alter von 85 Jahren.